# Thiago Maia
Thiago Maia Alencar (* 23. März 1997 in Boa Vista, Roraima) ist ein brasilianischer Fußballspieler. Der Mittelfeldspieler steht aktuell bei Internacional Porto Alegre unter Vertrag. Der ehemalige Juniorennationalspieler errang mit der brasilianischen Olympiaauswahl bei den Spielen 2016 die Goldmedaille. Im Jahr 2024 gewann er den FIFA-Fair-Play Preis für eine lebensrettende Aktion.

## Karriere

### Verein
Maia begann seine Karriere in seiner Heimatstadt Boa Vista beim Amateurverein Extremo Norte. 2010 wechselte er in die Jugend von der AD São Caetano, bevor er ein Jahr später zum FC Santos weiterzog.
Am 25. Oktober 2014 debütierte Maia für die Profimannschaft von Santos beim 1:1-Unentschieden gegen Chapecoense in der Série A.
In der Saison 2015 wurde Maia aufgrund von Verletzungen zur Stammkraft befördert.
Seinen ersten Treffer für Santos erzielte er am 22. August 2015 beim 5:2-Heimsieg gegen den Avaí FC.
Am 13. Oktober verlängerte er seinen Vertrag bis 2019.
Aufgrund seiner starken Leistungen wurde er im Winter 2017 mit diversen Spitzenvereinen, unter anderem dem FC Chelsea und Juventus Turin und Paris Saint-Germain, in Verbindung gebracht. Maia blieb jedoch vorerst bei Santos.
Am 15. Juli 2017 wechselte Thiago Maia zum französischen Erstligisten OSC Lille. Für die Dienste des Mittelfeldspielers überwiesen die Dogues eine Ablösesumme in Höhe von 14 Millionen Euro an den FC Santos.
In seiner ersten Saison bestritt er 37 Pflichtspiele für seinen neuen Arbeitgeber, in denen ihm ein Treffer gelang.
Maia wurde im Januar 2020 für 18 Monate an den brasilianischen Verein Flamengo Rio de Janeiro verliehen. Laut dem OSC Lille wurde eine Kaufoption vereinbart. Am 25. Februar 2021 konnte Maia mit Flamengo die Meisterschaft 2020 gewinnen. In dieser bestritt er 14 Spiele, kein Tor. Am 19. Oktober 2022 folgte der Sieg im Copa do Brasil 2022 und am 29. November der Sieg in der Copa Libertadores 2022. Im Januar 2022 zog Flamengo die Kaufoption. Anfang März 2024 wechselte er leihweise mit Kaufpflicht zu Internacional Porto Alegre.

### Nationalmannschaft
Maia nahm mit der Brasilianischen U-20-Nationalmannschaft an der U-20-Fußball-Südamerikameisterschaft 2015 in Uruguay teil.
Am 29. Juni wurde Thiago Maia in den Kader Brasiliens berufen, welcher das Land bei den Olympischen Spielen 2016 in Rio de Janeiro vertrat.

## Erfolge
FC Santos 
- Campeonato Paulista: 2016

Flamengo
- Supercopa do Brasil: 2020
- Taça Guanabara: 2020
- Recopa Sudamericana: 2020
- Staatsmeisterschaft von Rio de Janeiro: 2020
- Brasilianischer Meister: 2020
- Copa do Brasil: 2022
- Copa Libertadores: 2022

 Nationalmannschaft 
- Goldmedaille bei den Olympischen Spielen: 2016
- Turnier von Toulon: 2019

## Auszeichnungen
- Campeonato Paulista Auswahl des Jahres: 2016